# Pedro Pérez Ibarra
Pedro Pérez Ibarra (Nuevo Laredo, Tamaulipas, México, 21 de junio de 1919 - Nuevo Laredo, Tamaulipas, México, 30 de agosto de 2006) alias "el Profesor", fue un Profesor, político y líder sindical mexicano, conocido por la cantidad extrema de poder que llegó a tener en sus manos por más de 40 años.

## Biografía

### Profesor, político y líder obrero
Pedro Pérez Ibarra nació en Nuevo Laredo, el 21 de junio de 1919. En sus inicios fue maestro de escuela, impartiendo clases de sexto grado en la Escuela Primaria Miguel Hidalgo, una de las más antiguas y con mayor abolengo de la ciudad. 
Fue regidor en la administración municipal de Ruperto Villarreal, además de diputado local y diputado federal.
Líder sindical por más de 40 años, estuvo a la cabeza desde 1978 hasta 1984, de la Federación de Trabajadores de Tamaulipas, el más poderoso de los tres sectores que componen al Partido Revolucionario Institucional (PRI), siendo al mismo tiempo dirigente local (secretario general) de la Confederación de Trabajadores de Nuevo Laredo (CTM) desde 1956 y hasta el 29 de noviembre de 1992. Como tal, Pérez Ibarra impuso a candidatos a la alcaldía de la ciudad, así como a los puestos de regidor, diputado federal y local, y tenía absoluto poder de decisión sobre quienes podían abrir una maquiladora. Se asegura que “el Profesor” logró acumular tal poder en Nuevo Laredo, gracias a su amistad y compadrazgo con Fidel Velázquez Sánchez, (cofundador y líder nacional de la CTM desde su aparición en 1941 hasta 1947, y de 1950 a 1997, año de su muerte. Tal era el respaldo que el "máximo líder obrero" le otorgaba al Profesor.

### Disturbios de 1984,"Martes Negro"
Su poder sobre la ciudad comenzó a debilitarse a partir del 21 de febrero de 1984, el llamado "Martes Negro", cuando hordas de jóvenes irrumpieron en sus propiedades y las destruyeron, incluyendo su casa, el periódico Laredo Ahora que le pertenecía, y algunos vehículos, mismos que fueron incinerados. 
Al inicio de aquel día, algunos neolaredenses tomaron las calles para protestar contra una huelga general masiva que Pérez Ibarra había convocado para solidarizarse con los empleados de Parques y Jardines, cuyo sindicato no había sido reconocido por el alcalde de la ciudad. Tal huelga había paralizado a Nuevo Laredo por 24 horas, dejándola sin servicio de transporte público, cerrando hospitales, restaurantes, hoteles y tiendas; esta situación tenía descontentos e irritados a algunos ciudadanos.
Después de la marcha de protesta, cientos de jóvenes se apoderaron de autobuses urbanos para dirigirse masivamente a la casa de Pérez Ibarra, irrumpiendo al interior de ésta y destruyendo muebles, ropa, etc. para finalmente incendiarla, en represalia por las acciones del líder sindical.
El conflicto cesó cuando el mismo Fidel Velázquez viajó a Nuevo Laredo para personalmente apaciguar los disturbios.

### Disturbios de 1992,exilioynaturalización
Durante el sexenio de Carlos Salinas de Gortari, Pérez Ibarra encabezó una marcha de protesta, el 29 de noviembre de 1992, contra la Secretaría de Hacienda y Crédito Público y la Dirección General de Aduanas por la reducción de la franquicia - limitaciones de importación personal, impuestas por el gobierno mexicano- para residentes fronterizos. Tal manifestación terminó en un inmenso disturbio, y degeneró en el incendio y saqueo de oficinas federales, (las garitas aduanales de dos de los puentes internacionales que unen a Nuevo Laredo con Laredo, Texas) causando un estimado de $20 millones de pesos mexicanos en daños.
Las especulaciones que los defensores de Pérez Ibarra hicieron en ese entonces es que en esta manifestación, que pretendía ser pacífica, el gobierno de Salinas de Gortari, a través de la Procuraduría General de la República (PGR) infiltró a agitadores, en una maniobra política para culpar a Pérez Ibarra, en una estrategia similar a la que empleó Salinas para acabar con los liderazgos sindicales de  Joaquín Hernández Galicia, “La Quina”, en el sur del estado, y Agapito González Cavazos, líder del sindicato de maquiladoras en Matamoros, puesto que se anteponían a los programas neoliberales del gobierno federal mexicano.
Para los detractores de Pérez Ibarra empero, fue éste el principal responsable de todos los delitos cometidos en esa jornada, y como tal, debía responder. Tal fue la postura del Gobierno Federal.
La PGR acusó entonces a Pérez Ibarra de haber encabezado la turba.
Pérez Ibarra se defendió diciendo que se trataba de una conjura política de alto nivel para reprimir y desbaratar el movimiento sindical tamaulipeco. Se exilió en Laredo, Texas.
El Ministerio Público, integró la averiguación previa por los delitos de motín, quebrantamiento de sellos, ejercicio indebido del propio derecho, daño en propiedad por incendio, robo, destrucción de mercancía en recinto fiscal  y acopio de armas.
Durante once años y medio Pérez Ibarra se mantuvo exiliado en Laredo, Texas, obteniendo en ese tiempo la residencia legal.

### Últimos años
Luego de más de once años de exilio, Pérez Ibarra retornó a Nuevo Laredo el 19 de julio de 2004, al ser exonerado de todos los cargos de los Disturbios de 1992 incluyendo el último cargo acopio de armas, (expediente 107/92 en el Juzgado Tercero de Distrito) el último que aún tenía en su contra, como consecuencia del amotinamiento de 1992.
Al regresar a Nuevo Laredo, Pérez Ibarra encontró una ciudad enormemente cambiada, así como su estructura de poder. Se involucró en la política local al apoyar la campaña electoral de Eugenio Hernández Flores, quien se convirtió en gobernador del estado de Tamaulipas.
Pedro Pérez Ibarra murió el 30 de agosto de 2006, a los 87 años de edad, luego de haber estado hospitalizado varios días, debido a males respiratorios y gastrointestinales.

## Datos interesantes

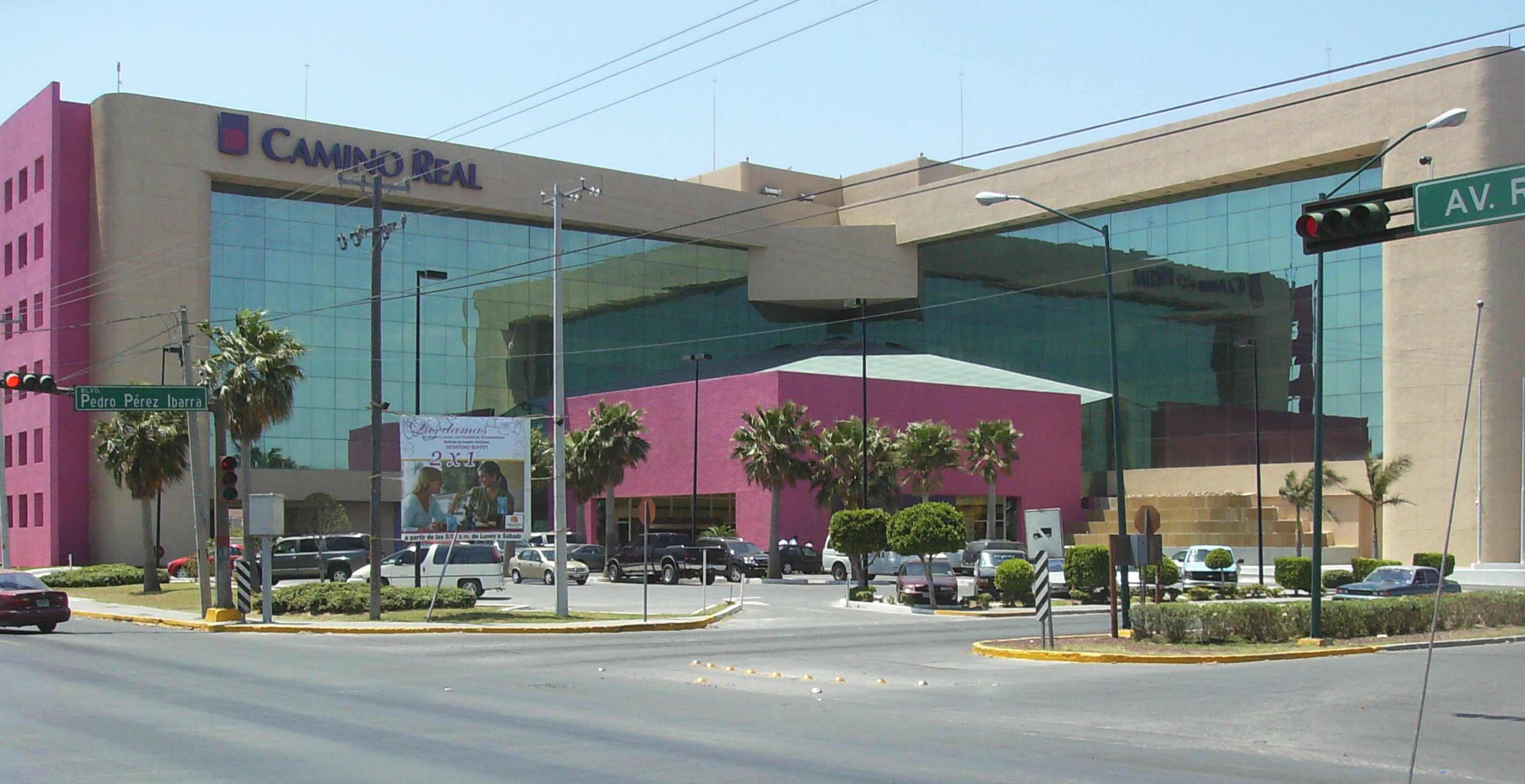
Bulevar Pedro Pérez Ibarra en Nuevo Laredo, Tamaulipas.

Un bulevar de Nuevo Laredo lleva el nombre Pedro Pérez Ibarra en su honor. Es una de dos entradas principales a la colonia INFONAVIT Fundadores, la otra siendo Fidel Velázquez.